# Рыба (маршрутизация)

Трафик идёт только через верхний маршрутизатор, нижние два простаивают

Рыба — название схемы расположения маршрутизаторов, при которой из-за разницы в числе хопов и неправильно выставленной метрики трафик направляется только по кратчайшему пути, даже если это вызовет перегрузку короткого пути при простаивающих каналах более длинного пути.